# 위치 워치
《위치 워치》(일본어: ウィッチウォッチ, WITCH WATCH)는 시노하라 켄타가 지은 일본의 만화다. 《주간 소년 점프》(슈에이샤)에서 2021년 10호부터 연재 중이다.

## 스토리
오토기 모리히토는 오니의 힘을 가지고 있었지만, 다른 사람에게 상처를 입힐 것을 두려워해, 스스로를 억제해 왔다. 어느 날, 소꿉친구인 와카츠키 니코가 마녀로서의 수업을 마치고, 6년만에 그에게 돌아온다.
귀향하자마자, 트러블을 일으켜가지만, 모리히토의 아버지나 니코의 어머니의 주선에 의해 모리히토는 니코의 사역마가 되어, 둘이서 동거를 하게 된다.
니코 본인에게는 알려지지 않았지만, 그녀에게는 '1년 안에 재앙이 일어날 것'이라는 위험성이 어머니 와카츠키 이부키의 마법에 의해 예언되어 있었다. 그 회피 방법으로서는 '수호자는 사역마'이라고 하는 것이 판명되었기 때문에, 이부키는 사역마의 혈통으로 오니의 일족인 오토키 가에 협력을 요구하고 있다. 의뢰를 받은 모리히토의 아버지는 자신이 해외 출장을 떠나기 전날 모리히토에게 사정을 설명하고 니코를 오토키 가문에서 호위하도록 명령했던 것이다. 니코와 살기 시작한 모리히토는 경솔하게 마법을 부리다 실패하는 위태로운 성격의 그녀에게 어이가 없어하면서도, 그녀에게 생명의 위험이 닥쳤을 때 자신의 힘을 풀어주고 지켜나가기로 결심한다.
모리히토와 니코는 모두 사립 다음 아스나로 고등학교에 입학해 1학년 3반의 학생이 된다. 모리히토는 당초, 자신들의 정체나 능력을 가급적 공개할 생각은 없었지만, 니코의 마법의 소동이 계기가 되어 결국 입학 2일 이내에는 각각이 마녀와 오니인 것은 학급중에 드러나게 되어, 그 존재는 동급생들에게 받아들여졌다.
니코가 마녀의 수행중에 사이좋게 지내던 카자마츠리 칸시 또한 사역마의 혈통이며, 니코의 호위를 이부키로부터 부탁받아 다음 아스나로 고등학교를 조사하고 있었다. 일련의 소동이나 칸시가 가져온 이부키의 새로운 예언에 의해, 재앙은 '니코가 마법사에게 습격당하는 것'이 확정되어, 니코 본인도 그것을 인식한다. 오토기 가의 동거 생활에 칸시가 더해진다.
니코는 고등학교에서는 자주 학생들의 상담을 받아 모리히토의 서포트와 함께 마법으로 사람을 돕고 있었는데, '마녀의 고민 상담'이라고 칭해 본격적으로 그 활동을 시작하는 것이었다.
이웃 마을에 사는 마녀 미야오 네무는 오래전부터 고양이로 둔갑해 몰래 오토기 가에 찾아갔으나 나쁜 마녀가 니코를 노리고 악착을 부리는 현장을 목격하자 원래 인간의 모습으로 니코들을 접촉한다. 네무는 마녀에게는 정의로운 '백마녀'와 악의 '흑마녀'가 있다는 것, 니코가 천년에 한 번 있는 특별한 백마녀이며 그 마력을 흑마녀가 노리는 것이라고 전한다. 많은 사람들을 조종해 니코를 덮치려 했던 흑마녀의 소동을 다 같이 수습하지만, 그것을 더 조종하고 있던 주모자의 정체는 불분명한 채였다. 이번 건으로 협력을 신청하고 있던, 1학년 3반의 클래스 메이트 마가미 케이고가 사건을 통해 조상을 되찾은 사역마의 혈통이었던 것을 알 수 있다. 사건 해결 후, 니코의 마녀 한 명당 한 번밖에 사용할 수 없는 마법의 약을 받고, 오랫동안 고치고 싶었던 어머니의 다리의 부상을 고쳐준다. 케이고는 보답도 할 겸 그녀의 호위로 오토기 가에 입주한다. 그리고 네무는 니코와 친구가 되고 정기적으로 오토기 집에 놀러가게 된다.
이부키의 새로운 예언에 의해 오토기 가의 멤버와 네무는 흑마녀에 대항할 수 있는 가능성을 가진다는 '마를 쫓는 옛 권속'을 찾아간다. 마중 나온 것은 중학교 3학년의 키류 미하루와 그의 아버지였다. 미하루의 아버지는 구마사를 하고 있었고 이부키에게 은혜가 있었기 때문에 니코들을 환영한다. 키류 일족도 모리히토들과 마찬가지로 사역마의 혈통으로 미하루는 태어날 때부터 힘이 발현되고 있어, 그 힘은 일족 중에서도 톱 클래스에 높았다. 일동은 흑마녀의 습격을 당하지만, 미하루의 능력과 니코의 마법의 공동 작업으로 흑마녀로부터 목숨을 빼앗지 않고 마력만을 없애는데 성공한다. 미하루는 혈통의 영향으로 식욕과는 또 다른 기아감에 시달리며 일상생활에 지장이 생겨 고등학교 진학도 포기하려 했으나 모리히토들의 편에 서면서 그것을 해소할 수 있었고, 미하루도 그것을 원했기 때문에 이해관계의 일치로 부모로부터 맡겨져 오코기 가로 이주한다.

## 등장인물

### 오토기 가
와카츠키 니코(若月 ニコ)
성우 -  카와구치 리나(텔레비전 애니메이션)/쿄카 유키(보이스 코믹)
본작의 주인공. 모리히토의 소꿉친구인 마녀.
성격은 명랑 쾌활하고 천연 기질. 사람의 도움이 되는 훌륭한 마녀를 목표로 하는 것의 도지로 엄청난 성분 때문에, 종종 마법에 의한 트러블을 일으켜서는 모리히토를 휘두른다.
오토기 모리히토(乙木 守仁)
성우 - 스즈키 료타, 후지와라 나츠미(어린 시절)(텔레비전 애니메이션)/마츠오카 요시츠구(보이스 코믹)
본작의 또 하나의 주인공. 마녀의 사역마로 인간화한 소와 호랑이를 조상으로 하는, 오니의 힘을 가진 소년.
선조의 낡은 맹약에 따라 니코의 사역마가 된다.
카자마츠리 칸시(風祭 監志)
성우 - 아마사키 코헤이, 츠카다 유이(어린 시절)
텐구의 힘을 가진 까마귀의 소용돌이 소년.
니코와는 수행 기간 중에 잘 놀고 있던 사이이며, 니코에게 '칸짱'(한국어 자막에서는 '짱'이 생략)이라고 불리고 있다.
마가미 케이고(真神 圭護)
성우 - 이시카와 카이토
니코와 모리히토와 같은 1학년 3반의 클래스메이트.
모리히트에게는 무언가라고 소리를 낸 것으로 친구가 되었다.
그 정체는 늑대의 사역마인 늑대인간. 늑대인간 자체는 끊어진 일족이며 케이고의 부모님도 보통의 인간이었지만, 조상 반환으로 능력이 발동했다.
키류 미하루(霧生 見晴)
성우 - 하나모리 유미리
흡혈귀의 힘을 가진 박쥐의 소용돌이 소년. 중학교 3학년.
겉보기에 유쾌하고 예의 바르게 행동하지만 분위기를 읽을 수 없고, 그로테스크, 논델리카시한 발언을 좋아한다.
반(番)
용의 사역마. 아이들에게 돌아온 니코의 몸을 돌보는 모모의 제안에 의해 니코의 새로운 사역마로서 소환되었다.

### 백마녀
미야오 네무(宮尾 音夢)
성우 - 쿠스노키 토모리
니코들의 이웃 마을에 사는 양가의 마녀. 마츠바 고등학교 1학년. 변신의 마녀에서 고양이로 모습을 바꿀 수 있지만 잠들면 인간의 모습으로 돌아가게 된다.
쿠라모치 모모(倉持 桃)
니코들을 지원하기 위해 오토키 가의 근처로 이사 온 마녀. 19세. '이동의 마녀'로서 순간이동 마법의 사용자. 다만 마력은 지방으로 쌓여 있어 '이동시키는 질량'과 '이동하는 거리'에 비례해 체중이 줄어든다.
츠치야 미이(土屋 美依)
초등학교 5학년 소녀로 천재 아역배우로 활약하고 있다.

### 아스나로 고등학교

#### 주요 학생
미나미 카라(南 伽羅)
성우 - 타카하시 리에
우레시노와 함께 입학 첫날 니코를 패밀리 레스토랑으로 초대한 이후 친구가 된다.
우레시노 쿠쿠미(嬉野 久々実)
성우 - 코하라 코노미
미나미와 함께 입학 첫날 니코를 패밀리 레스토랑으로 초대한 이후 친구가 된다. 중학교때 외톨이였는데 미나미에게 패밀리 레스토랑의 권유를 받고 나서 친한 친구가 된다.
하라 코와시(原 毅)
성우 - 이시야 하루키
배가 약해서 자주 배탈이 난다.
이시 츠요시(石 剛志)
성우 - 오쿠다 히로아키
의지가 강하다.
잇시키 타카시(一色 崇)
성우 - 이치카와 아오이
코메란 아라시(米蘭 嵐)
성우 - 무로 겐키
악플러로 동급생의 SNS와 유튜브에 악플을 단다.
코보케 스베루(小保毛 統)
성우 - 노즈야마 유키히로
싯포 류타(七宝 竜太)
성우 - 마키 슌이치
모리히토에게 무공술로 날고 싶다라고 니코의 마법을 사용해달라고 부탁하고 있었다.
우루세 에나(漆瀬 恵那)
성우 - 사토 히나타
신경이 쓰인 발언을 하고 '시끄러워'라고 돌진되기 쉽다.
키요미야 스즈카(清宮 涼華)
성우 - 세리자와 유
쿠로와 코무기(黒和 小麦)
후와 린(不破 凛)
하리키 리키하루(張木 力春)
쵸시 코이테루(銚子 鯉輝)
성우 - 이노우에 유우키
호라이 준(蓬莱純)
성우 - 야마시타 다이키
칸시의 클래스메이트. 부모님이 영어 교사로 영어 교과서 와 비슷한 화풍으로 영어 일본어 번역 같은 말을 한다.

#### 학생회
키요미야 텐류(清宮 天流)
성우 - 마츠오카 요시츠구
학생회장
이부 이바라(伊武 荊)
성우 - 사와시로 미유키
학생회 부회장.
켄모치 유즈루(剣持弓弦)
성우 - 후쿠야마 준
학생회 부회장.
쿠로미츠(クロミツ)
성우 - 쿠노 미사키
학생회 서기.
시럽(シロップ)
성우 - 쿠기미야 리에
학생회 서기.
타쿠미 리로(工 理路)
성우 - 히다카 노리코
학생회 회계.
이시바 아스토(石破 明日人)
성우 - 미야케 켄타
학생회 홍보 담당.
사이코 쿄키(西古凶奇)
성우 - 후쿠시마 준
학생회 서무.

#### 교원
마쿠와 유리(真桑 悠里)
성우 - 코마츠 미카코
니코가 소속된 1학년 3반의 담임교사.
이가리 야쥬로(猪狩 弥十郎)
성우 - 후지이 하야토
체육 교사.

### 마가2중학교
후지키 루이(藤木 累)
성우 - 아자카미 요헤이
마가2중의 학생회장.

### 주요 인물의 관계자
와카츠키 이부키(若月 伊吹)
성우 - 미즈키 나나
니코의 어머니.
오토기 레이지(乙木 嶺仁)
성우 - 코니시 카츠유키
모리히토의 아버지.
아시즈카야마 카쿠라이보(芦塚山 覚雷坊)
카자마츠리 칸시의 아버지.

### 흑마녀
마키노세 아야코(牧之瀬 文子)
'부여의 마녀'로 자신의 마력을 물건에 부여해 조종하거나 음식에 섞어 섭취하게 함으로써 먹은 사람을 세뇌·강화할 수 있다.
후치 료헤이(淵 亮平)
입수 자살을 시도했을 때 마력을 발현한 '물의 마녀'.
오오타케 란(大嶽 嵐)
모리히토와 마찬가지로 오니의 일족의 소년. 항간에서는 '유랑의 귀신'으로서 전설이 회자되고 있다.
와타세 아이카(渡瀬 愛歌)/라브카
치열 교정이 된 치아가 특징인 소녀.
카노 토키요(叶 時世)
꿈의 마녀.

## 서지 정보
- 시노하라 켄타《위치 워치》 슈에이샤 〈점프 코믹스〉, 기간 22권（2025년 7월 4日現在）
  1. 「魔女の帰還」2021년 6월 9일 발행(6월 4일 발매[集 1][1]), ISBN 978-4-08-882696-7
  2. 「友情のスクラム」2021년 9월 8일 발행(9월 3일 발매[集 2]), ISBN 978-4-08-882764-3
  3. 「犬と雨滴」2021년 11월 9일 발행(11월 4일 발매[集 3]), ISBN 978-4-08-882842-8
  4. 「ときめきをときはなて」2022년 2월 9일 발행(2월 4일 발매[集 4]), ISBN 978-4-08-883011-7
  5. 「夏の魔物」2022년 4월 9일 발행(4월 4일 발매[集 5]), ISBN 978-4-08-883067-4
  6. 「宇宙の深淵の黒い闇」2022년 6월 8일 발행(6월 3일 발매[集 6]), ISBN 978-4-08-883154-1
  7. 「ともだちの手紙」2022년 8월 9일 발행(8월 4일 발매[集 7]), ISBN 978-4-08-883221-0
  8. 「LONG LONG A GO GO」2022년 11월 9일 발행(11월 4일 발매[集 8]), ISBN 978-4-08-883388-0
  9. 「パジャマパーティー」2023년 1월 9일 발행(1월 4일 발매[集 9]), ISBN 978-4-08-883422-1
  10. 「秋嵐」2023년 4월 9일 발행(4월 4일 발매[集 10]), ISBN 978-4-08-883454-2
  11. 「DUET DANCE」2023년 6월 7일 발행(6월 2일 발매[集 11]), ISBN 978-4-08-883559-4
  12. 「秘密の関係」2023년 8월 9일 발행(8월 4일 발매[集 12]), ISBN 978-4-08-883593-8
  13. 「笑ってウェンズデー」2023년 10월 9일 발행(10월 4일 발매[集 13]), ISBN 978-4-08-883666-9
  14. 「災いの日」2023년 12월 9일 발행(12월 4일 발매[集 14]), ISBN 978-4-08-883787-1
  15. 「新生活スタート」2024년 3월 9일 발행(3월 4일 발매[集 15]), ISBN 978-4-08-883818-2
  16. 「サンタクロース・ファンタジー」2024년 3월 9일 발행(4월 4일 발매[集 16]), ISBN 978-4-08-883877-9
  17. 「モンスターペアレンツ」2024년 7월 9일 발행(7월 4일 발매[集 17]), ISBN 978-4-08-884112-0
  18. 「The New School Year」2024년 9월 9일 발행(9월 4일 발매[集 18]), ISBN 978-4-08-884170-0
  19. 「Enter the Animation」2024년 11월 6일 발행(11월 1일 발매[集 19]), ISBN 978-4-08-884251-6
  20. 「進めクロワッサン」2025년 1월 9일 발행(1월 4일 발매[集 20]), ISBN 978-4-08-884398-8
  21. 「PHANTOM BLAZE」2025년 4월 9일 발행(4월 4일 발매[集 21], ISBN 978-4-08-884450-3
  22. 「ハイブリッドレインボウ」2025년 7월 9일 발행(7월 4일 발매[集 22], ISBN 978-4-08-884565-4

## TV 애니메이션
2025년 4월부터 마이니치 방송·TBS 계열 "일5" 시간대에 연속 2쿨로 방송 중이다.

### 스태프
- 원작 - 시노하라 켄타
- 감독 - 히로시 이케하타
- 부감독 - 카와세 마사오
- 시리즈 구성 - 아카오 데코
- 캐릭터 디자인 - 이이즈카 하루코
- 미술 감독 - 핑 쉐
- 미술 설정 - 타케우치 유키, 니이즈마 마사유키
- 색채 설계 - 오오타 유이하
- 촬영 감독 - 요네자와 히사시
- 편집 - 타케미야 무츠미
- 음악 - 하시모토 유카리
- 음향 감독 - 고 후미유키
- 음향 제작 - 비트그루브 프로모션
- 치프 프로듀서 - 마에다 토시히로, 스즈키 토시히로, 하야시 타츠로, 소토카와 아키히로, 이이즈카 토시오
- 프로듀서 - 아오이 히로유키, 마에다 요시키, 칸다 료타, 우에하라 유리에, 오가사와라 유키, 후지사와 유스케, 우노 유노스케
- 애니메이션 프로듀서 - 타니구치 히데히사
- 애니메이션 제작 - 바이브리 애니메이션 스튜디오
- 제작 - 위치 워치 제작위원회

### 주제가
Watch me!
YOASOBI에 의한 제1쿨 오프닝 테마. 작사·작곡·편곡은 Ayase.
마법은 스파이스(魔法はスパイス)
Aooo에 의한 제1쿨 엔딩 테마. 작사·작곡은 스리이, 편곡은 Aooo.
터뜨려!(ときはなて！)
하시메로에 의한 제2쿨 오프닝 테마. 작사·작곡은 하시메로, 편곡은 하이노미.
달과 나의 숨바꼭질(月と私のかくれんぼ)
yutori에 의한 제2쿨 엔딩 테마. 작사·작곡은 사토 코토코, 편곡은 yutori.
Bitter end
Who-ya Extended에 의한 제14화 오프닝 테마.
FLASHBACK SYNDROME
ALI에 의한 제14화 엔딩 테마.

### 에피소드 목록
| 화수       | 제목 | 각본            | 그림 콘티                 | 연출                                                         | 작화 감독 | 총작화 감독                                                                   | 방송일         |
| ---------- | --- | --------------- | ------------------------- | ------------------------------------------------------------ | --- | ----------------------------------------------------------------------------- | -------------- |
| episode 01 | 魔女の帰還 마녀의 귀환 | 아카오 데코     | 히로시 이케하타           | 사카모토 타츠노리 히로시 이케하타                            | 노나카 마사유키 나미카와 유타카 와카야마 마사시 안자이 토시유키 하마구치 바쿠 | 스기무라 요시아키                                                             | 2025년 4월 6일 |
| episode 02 | 大型ルーキー 거물 신입생ファミレス行こ! 패밀리 레스토랑에 가자!飛ぶ教室 하늘을 나는 교실                                             | 아카오 데코     | 히로시 이케하타           | 카와세 마사오                                                | 사이토 세이고 | 사와 토모키                                                                   | 4월 13일       |
| episode 03 | 春のシースルーコーデ 봄철 시스루 코디魔女に宅急便 마녀에게 온 택배迷子犬と雨のビート 길 잃은 개와 비의 비트                          | 아카오 데코     | 히로시 이케하타           | 스즈키 타쿠마                                                | 아키즈키 아야 와카야마 마사시 콘도 이즈미 사이토 세이고 | 노나카 마사유키 스기무라 요시아키                                             | 4월 20일       |
| episode 04 | 天狗-風祭監志- 텐구-카자마츠리 칸시-                                                                                                 | 효도 카즈호     | 쿠마노 치히로             | 츠다 나츠                                                    | 徳 育松アニメーション制作有限会社 카와무라 료코 히라카 유키에 사이토 세이고 | 스기무라 요시아키 노나카 마사유키 사와 토모키                                 | 4월 27일       |
| episode 05 | 教え子が押し絵師だった件 제자가 최애 일러레였던 건에 대하여今日はヘビーなストマック 오늘은 헤비한 스토막キャットスカウト 캣 스카우트 | 아카오 데코     | 에구치 다이스케           | 이무라 유마                                                  | 无锡市樱花卡通有限公司 猪猪 徐小山 过灿 李鑫源 张倩茹 劉簾 参窦 | 노나가 마사유키 사이토 세이고 스기무라 요시아키                               | 5월 4일        |
| episode 06 | 縁結びの木の下で 인연을 맺어주는 나무 아래서                                                                                         | 효도 카즈호     | 오오시마 에니시           | 오오시마 에니시                                              | 오오시마 에니시 | -                                                                             | 5월 11일       |
| episode 07 | カンニコチャンネル 칸니코 채널お茶の心はお茶の子さいさい 다도 예법은 식은 차 먹기                                                    | 후쿠다 히로코   | 시무라 히로아키           | 우에키 키이치                                                | 요시카와 신이치 | 스기무라 요시아키                                                             | 5월 18일       |
| episode 08 | カンシのバイト日記 ～ヒーローショー～ 칸시의 알바 일기 ~히어로 쇼~カンシのバイト日記 ～内職～ 칸시의 알바 일기 ~부업~                | 스즈무라 치카   | 内所那葉                  | 카토 다이시                                                  | 타다 카즈하루 츠치다 코타로 오오노 츠토무 츠키야마 쇼타 카사노 미츠시 우스다 요시오 나카야마 마사에 토야마 요스케 쿠로에 레이 시마다 히데아키 陳海官 김해숙 孙振亮 富春 张曦萦 毛缟斑                | 사이토 세이고                                                                 | 5월 25일       |
| episode 09 | 伽羅へ 카라에게新しい友達 새로운 친구デート・ウィーズ・ザ・ナイト 데이트 위드 더 나이트                                              | 후쿠다 히로코   | 호리오 히로시             | 호리오 히로시                                                | STUDIO MASSKET 育松アニメーション制作有限会社 루 라포트 오오노 츠토무 | 스기무라 요시아키 노나카 마사유키                                             | 6월 1일        |
| episode 10 | ベタベタ生徒会 클리셰 덩어리 학생회通い猫の泡いひととき 마당냥이의 거품 같은 한때                                                    | 아카오 데코     | 나츠노 모모코             | 후지이 야스오                                                | 키쿠치 카즈마 노부하라 히로시 타츠무라 로쿠 요시노 미키 고토 유키 키쿠치 아키히로 소노베 아이코 타카기 츠카사                                                                                        | 사이토 세이고 스기무라 요시아키                                               | 6월 8일        |
| episode 11 | 犬と雨滴・前編 개와 빗방울・전편 | 효도 카즈호     | 나츠노 모모코             | 히로타 코스케                                                | STUDIO MASSKET 노모토 아이 타츠무라 로쿠 育松アニメーション制作有限会社 | 노나카 마사유키 사이토 세이고 오오시마 에니시                                 | 6월 15일       |
| episode 12 | 犬と雨滴・後編 개와 빗방울・후편 | 아카오 데코     | 히로시 이케하타           | 히로시 이케하타 카와세 마사오 오노다 유스케 아오키 you이치로 | 요시노 미키 타츠무라 로쿠 오오노 츠토무 야나세 조지 아라키 시오리 오오시마 에니시 노모토 아이 토쿠 STUDIO MASSKET 育松アニメーション制作有限会社                                                     | 스기무라 요시아키 아마사키 마나무 노나카 마사유키 이케다 유키 마스이 요시노리 | 6월 22일       |
| episode 13 | 狼男-真神圭護- 늑대 인간-마가미 케이고-善人の虎高慢の狼 선량한 호랑이 오만한 늑대お手軽超魅了 간편한 초매료                          | 카와무라 치나츠 | 무기노 아이스             | 이케다 유키                                                  | 오오노 시게노 오오노 츠토무 오가와 유메키 타다 카즈하루 츠치다 코타로 타카하시 나오히로 츠키야마 쇼타 츠바타 요시아키 미요시 사토시 徐易 周俊杰 毛缟斑 나무애니메이션 育松アニメーション制作有限会社 | 아마사키 마나무                                                               | 6월 29일       |
| episode 14 | うろんミラージュ 第119話「ファジー討伐-4」 우롱 미라지 제119화 「퍼지 토벌-4」推し絵師日誌 최애 일러레 일지                          | 카와무라 치나츠 | 게소 이쿠오 무기노 아이스 | 카와세 마사오 오노다 유스케                                  | 호시노 레이카 오오시마 에니시 미즈사키 켄타 노모토 아이 畠山幸汰 育松アニメーション制作有限会社 | 아마사키 마나무 스기무라 요시아키                                             | 7월 6일        |
| episode 15 | 夏の魔物 여름의 마물 | 아카오 데코     | 히로시 이케하타           | 안자이 토시유키                                              | 시부야 쇼이치 안자이 토시유키 카토 아스미 오오노 츠토무 콘도 이즈미 미즈사키 켄타 토쿠 | 노나카 마사유키                                                               | 7월 13일       |